# Rosario Montt

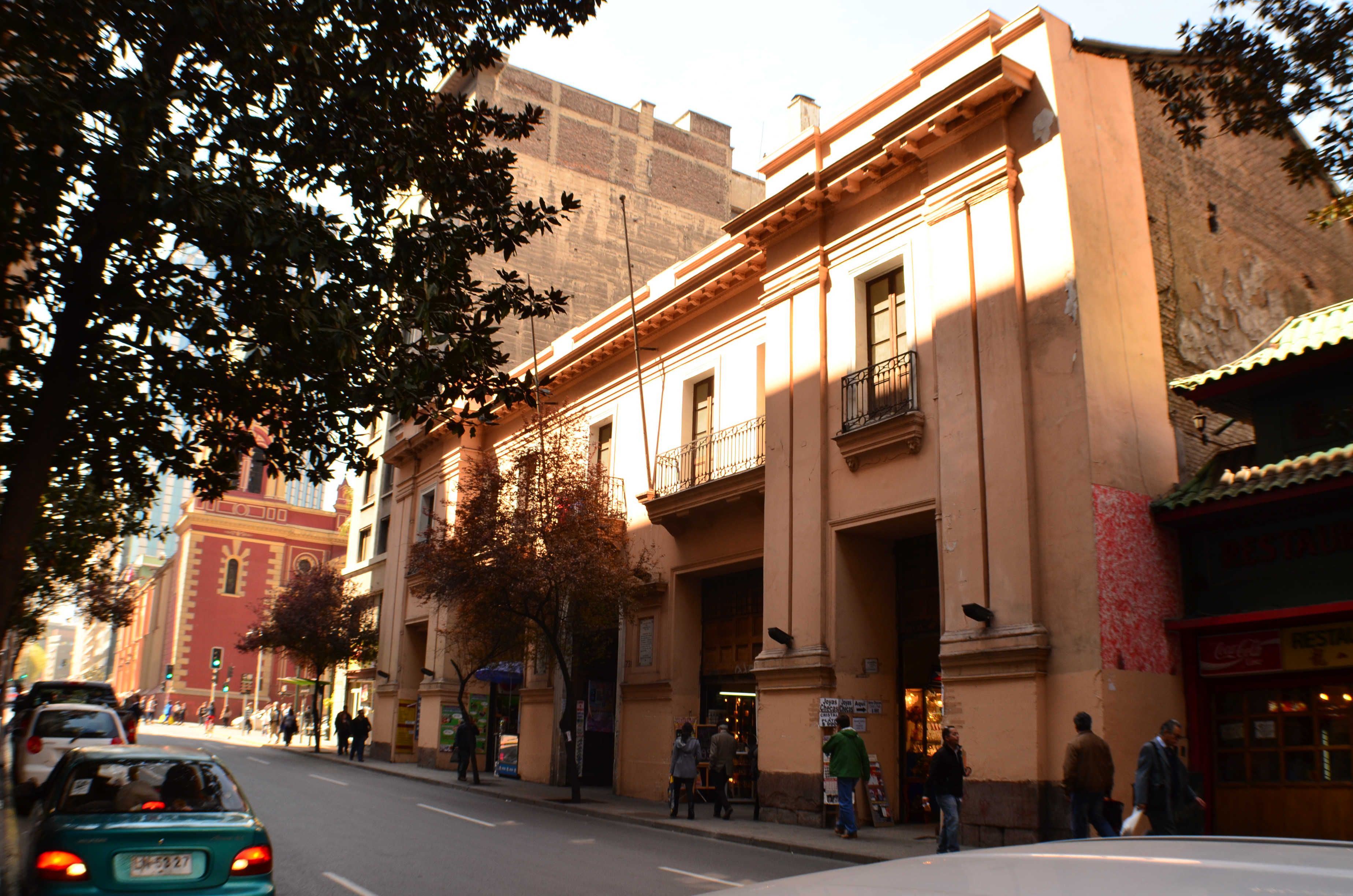
La casa en Santiago que Rosario Montt heredó de sus padres.

Rosario Montt Goyenechea (1822-2 de diciembre de 1894)fue una ama de casa chilena. Casada con el abogado y político Manuel Montt, ejerció como primera dama del país durante la presidencia de este, entre 1851 y 1861.

## Familia y matrimonio
Hija de Filiberto Montt Prado y de María de la Luz Goyenechea de la Sierra, fue hermana del político José Anacleto Montt Goyenechea, siendo a través de su madre sobrina de la familia Gallo Goyenechea.
Conoció a Manuel Montt en la Hacienda Tapihue.

En 1838 (Manuel Montt) empieza a visitar, con mayor frecuencia de lo habitual, a sus parientes en Casablanca. Ha caído prendido bajo los encantos de su prima: Rosario Montt Goyenechea, que, pese a su corta edad (16 años), le corresponde. En la familia se conservan las 18 cartas que escribiera don Manuel a doña Rosario en su noviazgo y con sorpresa se revela que ese hombre circunspecto y de apariencia fría, poseía un corazón sensible y lleno de ternura.
Relato de Manuel Montt Dubournais, bisnieto del expresidente Montt y presidente de la Fundación Manuel Montt.

Contrajeron matrimonio en la parroquia de Casablanca el 30 de mayo de 1839. Tuvieron 16 hijos, aunque sólo 12 llegaron a adultos, entre los cuales se cuenta a: Pedro, presidente de Chile entre 1906-1910; Daniel; Manuel, casado con Mercedes García-Huidobro Alcalde; Carlos, casado con Mercedes Ortúzar; el abogado, escritor e historiador Luis, casado primero con Clotilde Larenas y Pradel y luego con Emilia Lehuedé Montfort; Benjamín; Alberto; Enrique; Luz, casada con Ambrosio Montt Luco; Rosa, casada con Eugenio Guzmán Irarrázaval; y Rosario, casada con el diplomático colombiano Carlos Sáenz Echeverría.
Tras la muerte de sus padres, Rosario y su familia habitaron una casa ubicada en el centro de Santiago, que fue declarada monumento nacional en 1981.

## Primera dama y años posteriores
El 18 de septiembre de 1851 su cónyuge asumió como presidente de la República, con lo cual Montt comenzó a ejercer el cargo de primera dama de Chile. Durante su vida en el Palacio de La Moneda, fue aliada del ministro Antonio Varas. El gobierno de Montt finalizó el 18 de septiembre de 1861.
Enviudó en 1880, y falleció en 1894. Sus restos fueron enterrados en el Cementerio General de Santiago.